# Second Story
Albums de ClariS
Birthday
(2012) Party Time
(2014)
Singles
1. Wake Up
Sortie : 15 août 2012
2. Luminous
Sortie : 10 octobre 2012
3. Reunion
Sortie : 17 avril 2013

Second Story est le second album studio du duo d'idoles de pop japonaise ClariS, sorti le 26 juin 2013 chez SME Records. L'album contient 12 morceaux de musique, dont trois ont déjà été publiés dans trois des singles de ClariS. Trois éditions différentes de l'album ont été publiées: une version CD régulière et deux éditions limitées CD + DVD. Second Story a atteint la 6e place du classement musical hebdomadaire japonais de l'Oricon.
Quatre des chansons ont été utilisées comme musique de générique pour différents médias: Wake Up a été utilisé comme générique d'introduction de la série télévisée anime Moyashimon Returns de 2012; With You a été le générique du jeu vidéo de 2013, Exstetra; Luminous a été le générique d'introduction du premier film d'animation japonais de la licence Puella Magi Madoka Magica; et Reunion était le générique d'introduction pour la seconde saison de la série télévisée anime d'Oreimo.

## Sortie et réception
Second Story a été publié le 26 juin 2013 en trois éditions: une version CD standard, et deux éditions limitées CD + DVD,,. Le DVD des deux éditions limitées contenait les clips de Wake Up, With You, Luminous et Reunion, ainsi qu'une collection de publicités télévisées pour Wake Up, Luminous, Reunion et Second Story,. L'une des versions à édition limitée a également été regroupée avec des figurines en papier GRAPHIG de ClariS, tandis que l'autre édition limitée est livrée avec une pochette d'album spécial avec une illustration de ClariS dessinée par Hideyuki Morioka de Shaft,.
Pour la semaine du 24 juin 2013 sur le classement hebdomadaire des albums de l'Oricon, avec 38 940 exemplaires vendus lors de sa première semaine de vente, Second Story a culminé à la 6e place et resté classé pendant 13 semaines.

## Liste des pistes
| 1.    | Second Story                  | ClariS            | Nori              | Atsushi Yuasa     | 4:10 |
| 2.    | Halla (ハルラ, Harura)        | Toshikazu Kadono  | Toshikazu Kadono  | Toshikazu Kadono  | 4:37 |
| 3.    | Wake Up                       | Mayuko Maruyama   | Mayuko Maruyama   | Mayuko Maruyama   | 4:13 |
| 4.    | Rainy Day                     | Koh               | Koh               | Koh               | 4:37 |
| 5.    | Hanabi                        | Mayuko Maruyama   | Mayuko Maruyama   | Mayuko Maruyama   | 4:27 |
| 6.    | With You                      | Mayuko Maruyama   | Mayuko Maruyama   | Mayuko Maruyama   | 3:55 |
| 7.    | Luminous (ルミナス, Ruminasu) | Shō Watanabe      | Shō Watanabe      | Atsushi Yuasa     | 4:12 |
| 8.    | Diary (ダイアリー, Daiarī)    | Koh               | Koh               | Koh               | 3:44 |
| 9.    | Eternally                     | Mayuko Maruyama   | Mayuko Maruyama   | Mayuko Maruyama   | 4:32 |
| 10.   | Hitotsu Dake (ひとつだけ)     | Ryōsuke Shigenaga | Ryōsuke Shigenaga | Ryōsuke Shigenaga | 5:49 |
| 11.   | Grasp (グラスプ, Gurasupu)    | Shō Watanabe      | Shō Watanabe      | Atsushi Yuasa     | 3:58 |
| 12.   | Reunion                       | Kz                | Kz                | Kz                | 4:51 |
| 53:02 |                               |                   |                   |                   |      |

| 1. | Wake Up (Clip)                                |  |
| 2. | Luminous (ルミナス, Ruminasu) (Clip)          |  |
| 3. | Reunion (Clip)                                |  |
| 4. | With You (Clip)                               |  |
| 5. | Wake Up TV CM-shū (Wake Up TV CM集)           |  |
| 6. | Luminous TV CM-shū (ルミナス TV CM集)         |  |
| 7. | Reunion TV CM-shū (reunion TV CM集)           |  |
| 8. | Second Story TV CM-shū (SECOND STORY TV CM集) |  |

## Personnel
| ClariS - Clara – Chant - Alice – Chant Musiciens supplémentaires - Hirōmi Shitara – Guitare - Atsushi Yuasa – Basse | Production - Daisuke Katsurada – Production exécutive - Chiemi Kominami – Production exécutive - Shunsuke Muramatsu – Production exécutive - Ken'ichi Nakata – Production exécutive - Tadayuki Kominami – Production - Dai Ishikawa – Direction - Takashi Koiwa – Mixage audio - Yuji Chinone – Mastering - Shinobu Matsuoka – Management - Kaori Kimura – Coordination des produits - Motohiro Yamazaki – Design, Direction artistique |